# ستان همفريز
ستان همفريز (بالإنجليزية: Stan Humphries)‏ هو لاعب كرة قدم أمريكية أمريكي، ولد في 14 أبريل 1965 في شريفبورت في الولايات المتحدة.

## وصلات خارجية
- ستان همفريز على موقع مرجع كرة القدم المحترفة.كوم (الإنجليزية)
- ستان همفريز على موقع قاعة لويزيانا للمشاهير الرياضية (الإنجليزية)